# Thomas Hürlimann
Thomas Hürlimann (* 21. prosince 1950, Zug) je švýcarský prozaik a dramatik.

## Život a dílo
Thomas Hürlimann je synem švýcarského politika Hanse Hürlimanna (1918–1994), který byl v letech 1974 až 1982 členem Spolkové rady (tj. švýcarské vlády).
První výraznější úspěch zaznamenal Hürlimann už se svou debutovou sbírkou povídek Die Tessinerin (Žena z Ticina) z roku 1981.
Román Der große Kater (Velký kocour, 1998) se dočkal i filmové adaptace. Hlavní roli ve snímku z roku 2010 ztvárnil Bruno Ganz.
Roku 2001 se Thomas Hürlimann představil i tuzemským čtenářům, a to v rámci cyklu Hovory se spisovateli pořádaném pražským Goethe-Institutem. Diskuse na téma „Pohled do světa otců“ se účastnila též Tereza Boučková.

## Přehled děl (výběr)

### Próza
- Die Tessinerin. Geschichten (1981, přepracováno 2016)
- Das Gartenhaus. Novelle (1989, přepracováno 2001)
- Die Satellitenstadt. Geschichten (1992)
- Das Holztheater. Geschichten und Gedanken am Rand (1997)
- Der große Kater. Roman (1998)
- Fräulein Stark. Novelle (2001)
- Himmelsöhi, hilf! Über die Schweiz und andere Nester (2002)
- Vierzig Rosen. Roman (2006)
- Der Sprung in den Papierkorb. Geschichten, Gedanken und Notizen am Rand (2008)
- Dämmerschoppen. Geschichten aus 30 Jahren (2009)

### Divadelní hry
- Großvater und Halbbruder (1981)
- Stichtag (1984)
- Lymbacher (podle Meinrada Inglina, 1990)
- Der letzte Gast (1991)
- Der Gesandte (1991)
- De Franzos im Ybrig (1991)
- Güdelmäntig (1993)
- Carleton (1996)
- Das Lied der Heimat (1998)
- Das Einsiedler Welttheater (podle Pedra Calderóna de la Barca, 2000, 2007)
- Synchron (2002)
- Das Luftschiff – Komödie einer Sommernacht (2015)